# 神武王
神武王(？—839年)；姓金名祐徵，是新罗国第四十五代君主，上大等金均貞之子，惠康太子金礼英之孫，元聖王曾孫，僖康王從弟，母貞矯夫人金氏。四月即位，七月二十三日薨逝。諡神武。太子金慶膺继位。

## 后妃
- 妃貞繼夫人金氏